# Vlasta Kubišová

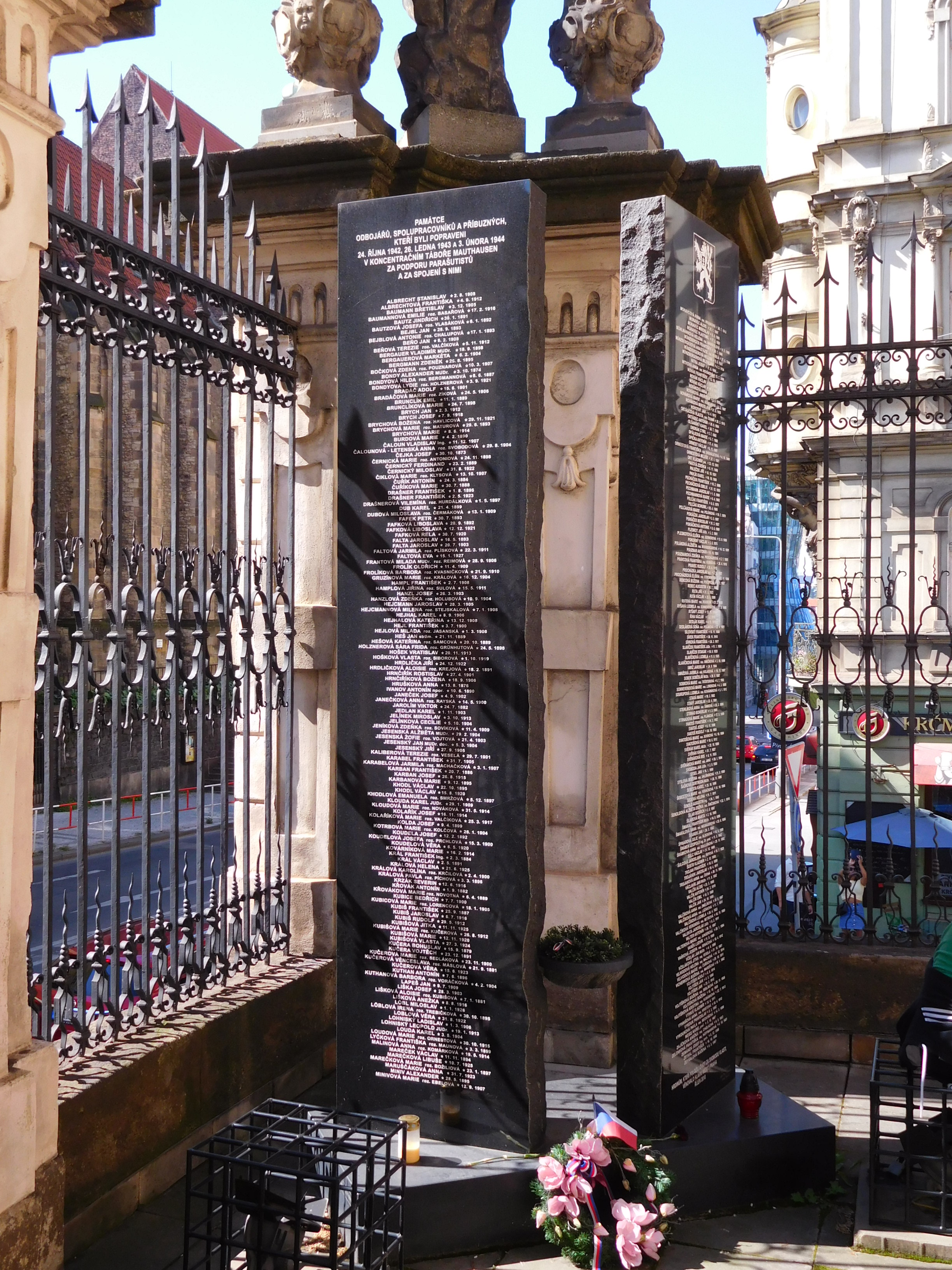
Pomník odbojářům popraveným a umučeným v souvislostí s operací Anthropoid (Resslova ulice)

Vlasta Kubišová (27. března 1924 Dolní Vilémovice – 24. října 1942 Koncentrační tábor Mauthausen) byla nevlastní sestrou parašutisty rotmistra Jana Kubiše a na základě této příbuzenské vazby byla zavražděna (spolu s dalšími podporovateli parašutistů ze skupiny Anthropoid) v koncentračním táboře Mauthausen.

## Život
Vlasta Kubišová se narodila 27. března 1924 v Dolních Vilémovicích rodičům Františku Kubišovi (* 25. září 1887 Horní Radslavice 14, okres Žďár nad Sázavou – † 24. října 1942 Mauthausen) a Marii Kubišové (rozené Čechové; ovdovělé Dusíkové; * 1885). Byla římskokatolického vyznání. Vlasta Kubišová měla ještě vlastní (pokrevní) sourozence: mladšího bratra Františka Kubiše (* 1928) a dvě sestry: mladší Jitku Kubišovou (* 11. listopadu 1925 – † 24. října 1942 Mauthausen) a starší Marii Kubišovou (* 12. listopadu 1920 – † 24. října 1942 Mauthausen). Vlasta bydlela v Dolních Vilémovicích v čísle popisném 55.
Vlasta Kubišová byla nevlastní sestrou parašutisty rotmistra Jana Kubiše. Gestapo ani jiné německé vyšetřovací orgány (např. kriminální policie nebo Sicherheitsdienst) nikdy nedokázaly, že Vlasta byla zapojena jakýmkoliv způsobem do protiněmeckých ilegálních aktivit. Stejně jako mnohým dalším se jí stala osudnou zrada Karla Čurdy (16. června 1942), po které následovala vlna zatýkání. Vlasta Kubišová byla zatčena 20. června 1942 jen z důvodu příbuzenské vazby s atentátníkem Janem Kubišem. Stanný soud v Praze ji v nepřítomnosti 29. září 1942 odsoudil k trestu smrti. Z policejní vazby v Praze na Karlově náměstí byla deportována do Malé pevnosti Terezín. Dne 23. října 1942 byla převezena do koncentračního tábora Mauthausen a o den později (24. října 1942) ji zde zavraždili v 12.12 střelou z malorážní pistole do týla společně s dalšími spolupracovníky a rodinnými příslušníky atentátníků při fingované zdravotní prohlídce. Bylo jí 18 let.

## Připomínka
Její jméno (Kubišová Vlasta *27.3.1924) je uvedeno na pomníku při pravoslavném chrámu svatého Cyrila a Metoděje (adresa: Praha 2, Resslova 9a). Pomník byl odhalen 26. ledna 2011 a je součástí Národního památníku obětí heydrichiády.